# Hebecliniinae
Hebecliniinae, podtribus glavočika,  dio tribusa Eupatorieae. Postoje 3 roda raširena od Meksika do Perua i Kariba.
Ime ovog podplemena potječe od njegovog tipičnog roda Hebeclinium

## Rodovi
1. Hebeclinium DC. (29 spp.)
2. Decachaeta DC. (9 spp.)
3. Mexianthus B.L.Rob. (1 sp.)